# Alix de Bretagne (1297-1377)
Pour les articles homonymes, voir Alix de Bretagne.
Alix de Bretagne, née en 1297, morte en 1377, fille d'Arthur II, duc de Bretagne et de Yolande de Dreux.

## Mariage et descendance
Elle épousa Bouchard VI de Vendôme († 1354), comte de Vendôme et seigneur de Castres, et eut :
- Jean VI ;
- Bouchard, seigneur de Segré et de Feuillet ;
- Pierre, mort en 1356 à la Bataille de Poitiers.